# Рідкісноземельні мінерали

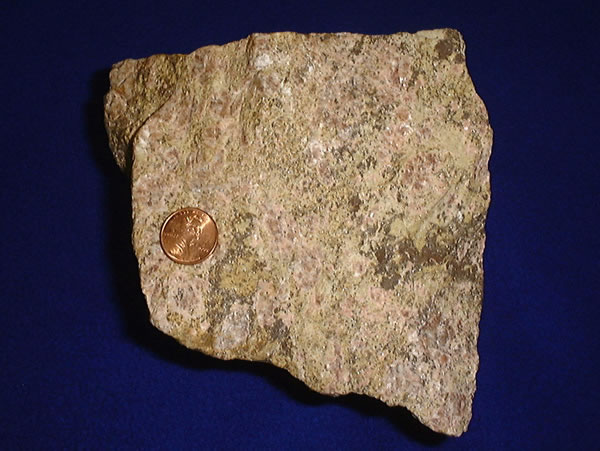
Рідкісноземельна руда (для порівняння - пенні)

Рідкісноземельні мінерали містять один або більше рідкісноземельних елементів як основні металеві складові. Рідкісноземельні мінерали, як правило, зустрічаються в поєднанні з лужними і пералкаліновими магматичними комплексами, в пегматитах, пов'язаних з лужними магмами, та в або асоційовано з карбонатитовими інтрузивами. Перовськітні мінеральні фази є основними вмістищами рідкісноземельних елементів в межах лужних комплексів. Карбонатні мантійні розплави також є носіями рідкісних земель. Гідротермальні відкладення, пов'язані з лужним магматизмом, містять різноманітні рідкісноземельні мінерали. 
До таких відносяться відносно поширені гідротермальні рідкісноземельні мінерали і мінерали, які часто містять помітні рідкісноземельні включення. 
- Ешиніт
- Ортит
- Апатит
- Бастнезит
- Бритоліт
- Брокіт
- Церит
- Флюоцерит
- Флюорит
- Гадолініт
- Монацит
- Паризит
- Стіллвелліт
- Синхізит
- Титаніт
- Вейкфілдит
- Ксенотим
- Циркон

## Видобуток

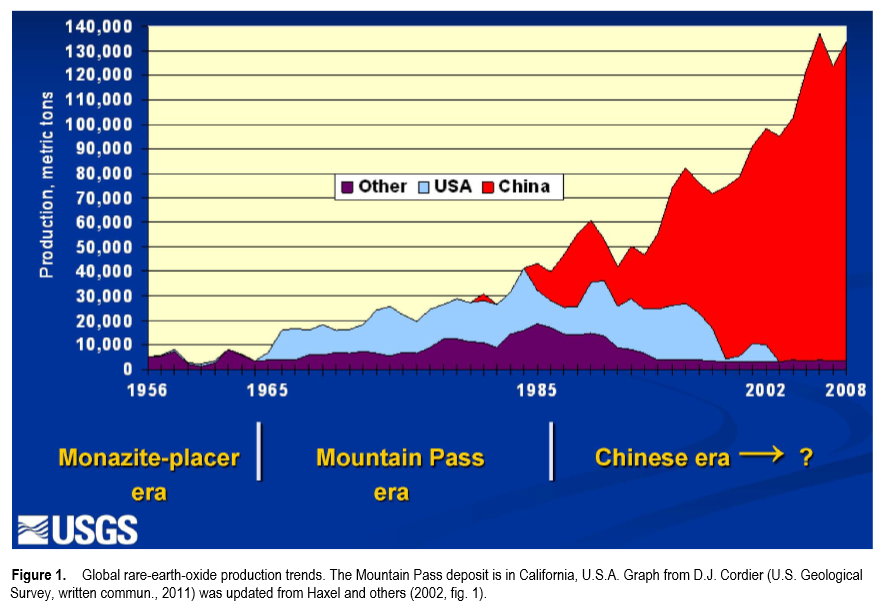
Видобуток оксидів рідкісних земель (USGS)

У видобутку рідкісноземельних мінералів колись домінували Сполучені Штати. На сьогодні на ринку домінує Китайська Народна Республіка.
У січні 2023 LKAB повідомила про відкриття поблизу Кірунського рудника найбільшого у Європі родовища рідкісноземельних металів, яке названо «Пер Геєр». Запаси родовища оцінюються у 1 млн тон рідкісноземельних оксидів.